# Kaska (popolo amerindo)
I Kaska o Kaska Dena sono uno dei popoli appartenenti alle First Nations canadesi. Appartengono al gruppo etno-linguistico  Athabaskano, stanziati prevalentemente tra la Columbia Britannica settentrionale e lo Yukon meridionale.

## Lingua
La Lingua kaska originariamente parlata dai Kaska appartiene alla famiglia linguistica delle Lingue athabaska settentrionali, gruppo delle Lingue tahltan, formato, oltre che dal Kaska anche dalla lingua tagish e dalla lingua Lingua tahltan, che sono molto simili tra loro, al punto che, per alcuni studiosi si tratterebbe di tre dialetti di una medesima lingua. Altri linguisti pensano invece si tratti di lingue separate. .

## Comunità
La nazione Kaska Dena include le seguenti comunità: 
- Ross River, Yukon
- Watson Lake, Yukon e Upper Liard, Yukon
- Good Hope Lake, British Columbia
- Lower Post, British Columbia vicino al Watson Lake
- Fort Ware, British Columbia